# Posada
Pour les articles homonymes, voir Posada (homonymie).
Posada est une commune de la province de Nuoro, dans la région Sardaigne.

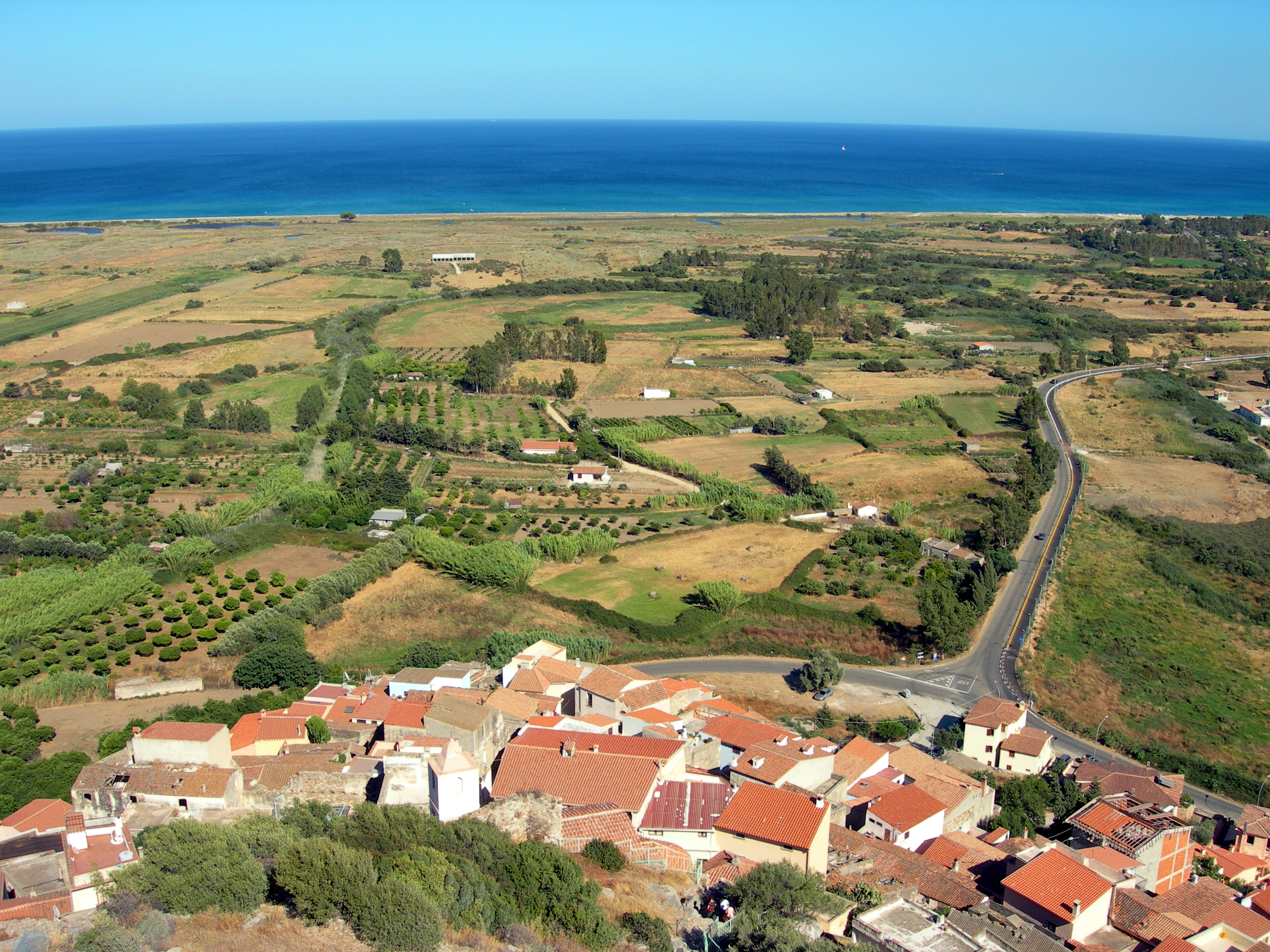
Vue de Posada.

## Géographie
La commune est située sur la côte est de la Sardaigne, au bord de la mer Thyrrhénienne.

## Histoire
Ses anciens noms ont été Pheronia ou Feronia du temps de l'empire romain, puis Pausata.
Sa fondation date certainement de la période étrusque, comme l'atteste la présence d'un temple à la déesse Feronia.
Durant la période romaine, la cité perdit de l'importance avec la fondation de la ville de Portus Liguidonis (l'actuel hameau de San Giovanni di Posada).
Au Moyen Âge, Posada fit partie de la Baronia di Posada ou Baronia alta sur la côte est de l'île. Le centre historique a gardé une partie médiévale ainsi que les ruines d'un château du XIIIe siècle (Castello della Fava).
Le château devint la propriété des barons de Posada à la création du fief en 1431, jusqu'en 1854, date de son absorption dans le royaume de Sardaigne.

## Administration
| Période                                  | Période  | Identité               | Étiquette | Qualité |
| ---------------------------------------- | -------- | ---------------------- | --------- | ------- |
| 10 mai 2005                              | En cours | Roberto Francesco Tola |           |         |
| Les données manquantes sont à compléter. |          |                        |           |         |

### Hameaux
San Giovanni di Posada, Sas Murtas, Montelongu.

### Communes limitrophes
Budoni, Siniscola, Torpè.